# Maison Gourieli
 (juillet 2024).
Si vous disposez d'ouvrages ou d'articles de référence ou si vous connaissez des sites web de qualité traitant du thème abordé ici, merci de compléter l'article en donnant les références utiles à sa vérifiabilité et en les liant à la section « Notes et références ».
La maison Gouriel (Gourieli) ou Guriel est le nom de la dynastie à laquelle appartenait le souverain de la principauté de Gourie en Géorgie occidentale.
Les premiers princes héréditaires sont Mamia (II) de Gourie (vers 1460) et son fils Kakhaber II (mort en 1483) ; ils étaient issus de la dynastie des Dadian qui dirigeait les principautés de Mingrélie et de Svanétie depuis la fin du XIIe siècle.
Mamia (II) était le fils cadet de Liparit Ier de Mingrélie (mort en 1470) qui lui a constitué un apanage dans cette région. La dynastie dont les membres ont pris le nom de Gouriel ou Gurieli est devenue indépendante du royaume d'Iméréthie en 1491 et elle a perduré jusqu’à l’annexion à l’Empire russe en 1829.